# Сидорук Борис Іванович
Борис Іванович Сидорук (19 січня 1943, м. Вінниця) — український художник. Працює у жанрах станкового та монументального живопису.

## Біографічна довідка
У 1974 році закінчив факультет графіки Львівського поліграфічного інституту імені І. Федорова.
Член Вінницької обласної організації Національної спілки художників України з 1994 року.
З 1995 року проживає в Ізраїлі.